# Ellipteroides (Protogonomyia) neapiculatus
Ellipteroides (Protogonomyia) neapiculatus is een tweevleugelige uit de familie steltmuggen (Limoniidae). De soort komt voor in het Oriëntaals gebied.